# Diecéze San Diego
Diecéze San Diego (latinsky Dioecesis Sancti Didaci) je římskokatolická diecéze na území severoamerického města San Diego a jižní části státu Kalifornie s katedrálou sv. Josefa v San Diegu. Je sufragánní diecézí vůči Arcidiecézi Los Angeles. Jejím současným biskupem je kardinál Robert Walter McElroy.

## Historie
Diecéze byla zřízena v roce 1936 vyčleněním z území Diecéze Los Angeles - San Diego. Roku 1980 z ní byla vyčleněna diecéze San Bernardino. V roce 2007 musela vyhlásit insolvenci v důsledku výše odškodnění za sexuální zneužívání. 